# 羅斯人的裡海遠征
早期的羅斯人（864-1041）已沿著河流踏入裡海周邊，除貿易外也進行武裝襲擊，其活動範圍包括現在的伊朗、達吉斯坦與亞塞拜然等地。羅斯人在9世紀時已經抵達瑟爾克蘭（Serkland），即是阿拔斯王朝；他們沿著伏爾加河順流而下，買賣毛皮、蜂蜜與奴隸。最早可考的攻擊事件大約發生在九、十世紀之交，913年，500艘羅斯船艦出現在戈爾甘一帶，隨後又有更多船隻出現在吉蘭與馬贊德蘭，掠奪了許多奴隸與貨物；但他們在回程時遭到伏爾加河三角洲的哈札爾人擊敗消滅。
羅斯人的第二次遠征發生於943年，他們攻陷了高加索阿爾巴尼亞（阿蘭）的首都巴爾達阿（今屬亞塞拜然），在該城停留數月並將其洗劫一空，直到爆發瘟疫才使羅斯人退去。965年，基輔羅斯親王斯維亞托斯拉夫一世指揮了下一波襲擊，擊潰了哈札爾汗國，並為羅斯人打通了南北貿易路線，也改變了伏爾加河下游地區的權力結構。羅斯人的襲擊事件往後仍持續到1041年，最後一次是由維京人「遠行者」英格瓦爾所發起的遠征，目標在於重新打通經裡海前往波斯的商路。

## 背景與早期的襲擊
羅斯人最早是以商人，而非戰士的身分與裡海周邊的穆斯林接觸。在9世紀初，斯堪地那維亞人在俄羅斯北部沃爾霍夫河以南10公里處建立了名為阿爾戴嘉（Aldeigja，今舊拉多加）的據點，作為進入拉多加湖地區的基地。從拉多加湖開始，斯堪地那維亞人經由伏爾加河、第聶伯河展開向拜占庭帝國的貿易，也與裡海南岸的穆斯林接觸。9世紀末期的波斯地理學家伊本·胡爾達茲比赫在他的《道里邦國志》中描述了來自伏爾加河的羅斯人，他們從哈札爾人手中購買商品，再越過裡海，將蜂蜜、毛皮、奴隸販售給穆斯林商人;，也有少數羅斯商人也隨駱駝商隊前往巴格達，歐洲來的奴隸也身兼翻譯。
美國歷史學家努南（Thmoas S. Noonan）認為羅斯人早在8世紀後期便曾抵達巴格達；這一觀點獲得出土文物的支持，流通於波斯與阿拉伯地區的迪拉姆銀幣在聖彼得堡附近的彼得霍夫宮出土，這些銀幣的鑄造時間不晚於805年。而在伊本·胡爾達茲比赫的作品中，「羅斯」被描述為一種「薩卡里巴」（Saqaliba），意指斯拉夫裔的奴隸。反諾曼派的學者以此為證據，將羅斯與斯拉夫視為同一概念，而不是斯堪地那維亞的遺緒；而支持諾曼起源的學者則認為，薩卡里巴泛指所有中東歐、北歐白人，伊本‧胡爾達茲比赫的語意並不夠明確。
羅斯人有跡可循的第一次襲擊大約發生於864至884年之間，為塔巴里斯坦統治者哈桑·伊本·札伊德統治期間，渡過裡海的羅斯人曾對阿巴斯昆（Abaskun）東岸發動了不成功的攻擊，這次攻擊的規模並不大。第二、第三次的襲擊同樣發生於阿巴斯昆，分別在909至910年、911至912年之間。

## 913年的襲擊
羅斯人在913年發動了首次大規模襲擊，500艘船艦穿過哈札爾人的地盤，出現在裡海南岸；為了確保哈札爾人不會找麻煩，羅斯襲擊者答應分給他們一半的戰利品。羅斯人沿著第聶伯河進入黑海，再由亞速海溯頓河而上，抵達哈札爾汗國的萨克尔要塞，讓船隻上岸後再經伏爾加河進入裡海。
羅斯人襲擊了戈爾甘與塔巴里斯坦，將鄉村地區劫掠一空，當地政權對他們的驅逐並不成功，襲擊者們繼續在裡海西南部的島嶼間出沒。隨後，羅斯人又攻擊了巴庫，甚至進入路程三天的內陸地區，洗劫了阿蘭、貝拉甘、希爾萬等地。襲擊者除了搶奪一切財物之外，也將婦孺擄為奴隸；但他們的暴行隨即傳開。他們在回程時即在伏爾加河三角洲遭到哈札爾人的報復，基督徒也在汗國的默許下加入戰局；據阿拉伯史家馬蘇第所言，殘餘的羅斯襲擊者都被布爾塔斯人與伏爾加保加利亞人收拾乾淨了。

## 943年的襲擊
據俄國古史《往年紀事》所載，羅斯人在943年發起對裡海的第二次大規模遠征，此時也是伊戈爾擔任基輔大公的時期（914-945）。在這一次行動中，羅斯人沿著庫拉河上溯進入高加索深處，打敗了薩拉里王朝的統治者馬爾祖班·本·穆罕默德，並佔領了阿蘭的首府巴爾達阿。羅斯人他應當地人保留自身信仰，換取對統治權的承認；羅斯人一度有可能在此長居。但根據波斯史家米斯卡瓦伊所記載，當地人很快地展開反抗，羅斯人試圖將反抗者逐出城外，遭到拒絕後即發動屠殺，並勒索贖金。在衝突期間，雙方雖然都曾試著談判，但效果不佳；羅斯人持續佔領城鎮長達數月，並不斷劫掠周邊地區。
巴爾達阿的災難最終被痢疾解救了，米斯卡瓦伊描述道：「羅斯人沉醉於種類豐富的水果，而這水果卻帶來瘟疫......他們（羅斯人）的數量開始減少。」注意到羅斯人陷入困境，薩拉里王朝的軍隊捲土重來，羅斯人的首領騎著驢子指揮作戰，但仍被擊敗，損失了700名戰士，只得退到巴爾達阿的堡壘中，並遭到穆斯林軍隊的包圍。羅斯人乘著夜色逃出堡壘，一併帶走了他們的戰利品，包括珠寶、衣物、奴隸等等，停泊在庫拉河畔的船隻早已準備妥當。穆斯林士兵入城後發掘了羅斯人的墳墓，拿走了放在墳墓中的武器。
俄裔美國史學家喬治·韋爾納德斯基指出，那位騎著驢子的羅斯人首領便是諾夫哥羅德的奧列格。奧列格在《往年紀事》中被記載逝於912年，但他的生平仍有許多模糊之處；在哈札爾汗國的史料「《謝赫特信札》」（Schechter Letter）的殘篇中提及了羅斯人赫爾古（Helgu），這也是奧列格（Oleg）的古諾爾斯語拚寫法之一，該文件中提及赫爾古在941年指揮了對君士坦丁堡的失敗襲擊，隨後乘船前往波斯，並在該地逝世。另一方面，俄國史家列夫·古米廖夫根據俄文、阿拉伯文史料對羅斯首領姓名的分析，主張這位騎著驢子的首領應是一位瓦倫吉安人領袖斯文涅爾德（Sveneld），他的富有曾在945年的《往年紀事》中被提起。

## 哈札爾汗國解體
哈札爾人與羅斯人爆發衝突的起源並不清楚，目前有幾項可能的假說：羅斯人有意獨佔伏爾加河的水路貿易，以免被哈札爾人收取關稅；拜占庭的煽動也是可能的起因。拜占庭與哈札爾曾是盟友，但當拜占庭的羅曼努斯一世繼位後，卻開始迫害帝國境內的猶太人；根據《謝赫特信札》所述，哈札爾統治者約瑟夫一世為了報復，也對境內的基督徒如法炮製。為此，拜占庭便煽動奧列格（赫爾古）攻擊哈札爾汗國.。
哈札爾汗國為了因應羅斯人在943年的襲擊，決定封鎖伏爾加河水路可能也是刺激羅斯人的原因之一。在哈札爾人於10世紀中期留下的文件中，其統治者約瑟夫自稱他所扮演的角色是高加索穆斯林的捍衛者，以對抗入侵的羅斯人自任，他寫道：「我必須和他們（羅斯人）打仗，如果我貿然放行，他們將會摧毀整個穆斯林的土地，一直推進到巴格達。」更早期的掠奪紀錄可能也加深了羅斯人與哈札爾人之間的嫌隙。
965年，基輔大公斯維亞托斯拉夫一世與哈札爾汗國正式開戰，大公請來烏古斯人與佩臣涅格人作為傭兵參戰，以對抗哈札爾人強大的騎兵部隊。同年，以羅斯人為首的聯軍攻下了薩克爾要塞，並劫掠（尚未攻佔）了汗國在克里米亞半島的重鎮刻赤。到968、969年之際，哈札爾首都阿提爾陷落；有位隨後到訪該城的旅人描寫道：「羅斯人前來攻擊，他們連顆葡萄甚至葡萄乾都沒留下，就連樹枝上也看不到葉子。」 旅行家伊本·霍卡爾則留下了薩曼達爾（Samander，在阿提爾以南）遭到羅斯人摧毀的唯一記錄 。
斯維亞托斯拉夫的攻擊使得哈札爾汗國的繁盛戛然而止，汗國的倒下也代表羅斯人掌握伏爾加河、頓河水路運輸以及黑海北岸草原貿易的開始，這些原先都是汗國的主要收入來源。此外，羅斯人的擴張也使斯拉夫移民大舉進入森林與草原交界地區，使原先的薩爾托沃─馬雅基文化（由哈札爾、佩臣涅格、馬札爾、阿蘭、斯拉夫等族群混和而成）逐漸向斯拉夫人傾斜。

## 晚期的攻擊
987年，捷爾賓特的埃米爾麥蒙（Maymun）請來羅斯人協助他抵禦當地的地方勢力。這些羅斯人大多是職業的戰士，分乘18艘船前來，並派出其中一艘前去偵察敵情。然而，該船的士兵遭到當地人攻擊而覆沒，羅斯人遂掠奪了附近的城鎮馬斯卡特（Maskat）作為報復。989年，當地教士要求麥蒙將他召來的羅斯傭兵皈依伊斯蘭，否則將消滅他們，進而引發一連串內鬥。最終，麥蒙遭到驅逐，並向羅斯傭兵們投降，但他在992年又重新上位。
1030年，羅斯人襲擊了希爾萬地區，占賈的統治者也以高價雇請他們協助鎮壓貝拉甘的暴動，他們在事件落幕後返回北方。另一種說法指出，該批羅斯人在第二年捲土重來，但在巴庫附近被擊敗驅走。1032年，另一批羅斯人前來攻擊希爾萬，附近的阿蘭人與薩利爾人（Sarir）也加入他們的陣容，本地的穆斯林統治者在次年擊退了這些掠奪者。這幾批羅斯人的所屬集團並不清楚，烏克蘭裔史家奧梅爾揚·普里查克（Omeljan Pritsak）認為他們在捷列克河河口附近建立基地，其大本營則位於塔曼半島上的特穆塔拉干；普里查克更提出，在裡海周邊活動的羅斯人也跟者烏古斯人介入了花剌子模的權力鬥爭。
1042年，斯堪地那維亞人「遠行者」英格瓦爾率領一支擁有200艘船的大艦隊進攻波斯，其兵力可能多達兩萬，但其攻擊並未成功。根據《遠行者英格瓦爾》薩迦記載，斯堪地那維亞人對最後一次裡海的遠征始於1041年，可能與拜占庭和喬治亞的在薩西雷蒂的戰爭有關，作為傭兵的瓦倫吉安人也參加了該次戰鬥，但相關事蹟已與傳奇故事融合。
該次遠征由來自瑞典的「遠行者」英格瓦爾發起，他曾沿著伏爾加河而下，抵達瑟爾克蘭（撒拉森人之地）。英格瓦爾留下至少26塊盧尼石碑，其中23塊位於瑞典烏普蘭地區的梅拉倫湖附近，提及了與英格瓦爾一同前往瑟爾克蘭的瑞典戰士。此次遠征的目的可能在於重新打通貿易路線，當時保加爾人與哈札爾人已不再構成威脅。英格瓦爾的兄弟留下的石碑指出他最後向東尋找黃金，但在瑟爾克蘭逝世；在英格瓦爾死後，再也沒有斯堪地那維亞人試著打通波羅的海到裡海之間的水路。
波斯詩人哈卡尼記錄了在1173到1174年間在希爾萬的一場入侵戰爭，他將入侵者指為羅斯人、哈札爾人、阿蘭人、薩利爾人等。當代歷史學家彼得·戈爾登（Peter Golden）則認為這批襲擊者只是普通的伏爾加河盜匪；俄國學者帕霍莫夫（Yevgeni Pakhomov）、米諾爾斯基（Vladimir Minorsky）指出該次入侵應是捷爾賓特埃米爾伯克·巴爾斯·本·穆札法爾所教唆。根據米諾爾斯基的說法，巴爾斯並不受基輔方面控制，並徵召了山中的布羅德尼奇人（Brodnici）助戰，此部落的居民生活方式類似於近代的哥薩克。
希爾萬沙阿阿赫希坦一世（Ahsitan I）轉向喬治亞求援，國王吉奧爾基三世應允派出援軍，當時客居喬治亞的拜占庭皇族安德洛尼卡·科穆寧（1183年時繼位為拜占庭皇帝安德洛尼卡一世）也參與其中；這支聯軍擊敗了入侵者，並奪回了夏巴蘭要塞。喬治亞史料指出這些入侵者使用哈札爾人的語言，並未提及羅斯人。